# Ctenomys yatesi
Ctenomys yatesi – endemiczny gatunek gryzonia z rodziny tukotukowatych (Ctenomyidae). Występuje w Boliwii w departamencie Santa Cruz. Znany tylko z lokalizacji w okolicy miasta Roboré. Gatunek został po raz pierwszy opisany naukowo w 2014 przez zespół amerykańskich naukowców: Scott Lyell Gardner, Jorge Salazar-Bravo i Joseph A. Cook.

## Budowa ciała
Ctenomys yatesi, podobnie jak inne gatunki tukotuko, charakteryzuje mocna budowa ciała, małe oczy (ale jak na zwierzęta podziemne stosunkowo duże) ulokowane w górnej części czaszki. Tułów ma kształt cylindryczny. Uszy są małe. Ogon gruby i stosunkowo krótki. Łapy, wyposażone w mocne pazury, są przystosowane do kopania tuneli. Długie siekacze i mocne pazury stanowią dla wszystkich tukotuko podstawę adaptacyjną do życia pod ziemią. Są niezbędne do drążenia tuneli. Ctenomys używają do prac ziemnych siekaczy. Drążą z zamkniętymi pyszczkami. W zakresie kształtu czaszki u tukotuko występuje duża zmienność międzygatunkowa.
Ctenomys yatesi jest gryzoniem o małej wielkości. Sierść rzadka i miękka. Włos okrywy części grzbietowej wybarwiony na kolor piwny. Włos części brzusznej jest szary u nasady, a na końcach przyprószony na biało. Podobnie wybarwiona jest okrywa kończyn. Mocny ogon jest nieco ciemniejszy w części wierzchniej niż od dołu. Siekacze wybarwione na kolor pomarańczowy.
|                                | wymiar     |
| ------------------------------ | ---------- |
| długość ciała z głową i ogonem | 199–220 mm |
| długość ogona                  | 50–63 mm   |
| długość ucha                   | 5 mm       |
| długość tylnej łapy            | 30–35 mm   |
| masa ciała                     | 79–105 g   |

## Tryb życia
C. yatesi, jak wszystkie tukotuko, wiodą podziemny tryb życia. Pod ziemią żyją, rozmnażają się, jedzą i tam umierają. Jak zdecydowana większość tukotuko wiedzie samotniczy tryb życia. Jeden system tuneli należy do jednego zwierzęcia. Młode tukotuko osiągają dojrzałość płciową po około 6–8 miesiącach życia. Ciąża trwa około 100 dni.

## Rozmieszczenie geograficzne
Występuje we wschodniej Boliwii w departamencie Santa Cruz. Znany tylko z lokalizacji w okolicy miasta Roboré.

## Ekologia
Ctenomys yatesi podobnie jak pozostałe gatunki z rodzaju Ctenomys są roślinożercami. Tukotuko żywią się trawami i ziołami oraz ich nasionami. Najchętniej zbierają rośliny w bezpośrednim sąsiedztwie wylotu nory. Zdobyte pożywienie zjadają na miejscu lub wciągają do nory. Takie zachowanie pozwala na minimalizowanie ryzyka padnięcia ofiarą drapieżników.  
Zwierzęta z rodzaju Ctenomys wchodzą w skład diety pójdźki ziemnej, uszatki błotnej, grizona mniejszego, majkonga krabożernego, żararaka urutu i myszołowca towarzyskiego. Tukotuko są traktowane jako szkodniki upraw. Chętnie zjadają uprawiany przez lokalną ludność maniok jadalny.

### Siedlisko
Poszczególne gatunki tukotuko zasiedlają izolowane, stosunkowo niewielkie obszary. Zwierzęta budują tunele na głębokości 31–44 cm. Tunel ma szerokość od 5,5 cm do 9,3 przy wysokości 6 do 11 cm. Korytarz osiąga długość do 5 m. Wyjścia z nory są zwykle zamknięte. Komora gniazdowa jest lokowana na końcu korytarza. C. yatesi zamieszkuje lasy w południowej części Amazonii. 

## Komunikacja
Nazwa zwierząt tuko-tuko stosowana dla rodzaju Ctenomys jest onomatopeją odwzorowującą ich wokalizację. Samce tukotuko dwukrotnie częściej używają dźwięku w komunikacji niż samice. 